# Joseph Choffat
Joseph Choffat (* 8. Oktober 1866 in Puntrut; † 8. Oktober 1939 ebenda) war ein Schweizer Diplomat und Jurist. Er war unter anderem Schweizer Generalkonsul und Ministerresident in Argentinien und Schweizer Gesandter in Wien.

## Leben
Joseph Félix Paul Choffat studierte in Montbéliard und Besançon und dann am Katholischen Institut von Lille, wo er von seinem Landsmann Auguste Béchaux unterrichtet wurde. Anschliessend promovierte er 1890 an der Universität Lausanne zum Dr. iur. Zwischen 1890 und 1910 trat er in den diplomatischen Dienst der Schweiz. Nach seinem Rücktritt des diplomatischen Dienstes begab er sich nach Puntrut und dort widmete er seine Zeit im Ruhestand dem Dienst am Gemeinwohl. Er war aktiver Präsident des Seniorenhospizes in Saint-Ursanne und ein engagiertes Mitglied zahlreicher Werke und mehrerer Gesellschaften. Er war unter anderem auch Präsident von Pro Senectute der Sektion "Jura-Nord".

## Diplomatischer Dienst
1890 trat er in den diplomatischen Dienst des EPD zunächst als Gesandtschaftsattaché in der Zentrale in Bern. Zwischen 1891 und 1895 war er als Gesandtschaftssekretär an der schweizerischen Gesandtschaft in Buenos Aires tätig. 1895 wurde er nach Rom entsandt, wo er dort 1898 zum Legationsrat ernannt wurde. 1899 ernannte der Bundesrat ihn als Nachfolger von Emile Rodé zum Generalkonsul und Ministerresident an der schweizerischen Gesandtschaft in Buenos Aires mit Seitenakkreiditierungen in Paraguay und Uruguay. 1904 lehnte der Bundesrat einen Vorschlag des EPD ab, Choffat in den Rang eines Schweizer Gesandten zu erheben. Diesen Titel erhielt Choffat 1910, als er zum Nachfolger des verstorbenen Fernand du Martheray an der schweizerischen Gesandtschaft in Wien wurde. Anfang 1915 demissionierte er offiziell aus gesundheitlichen und familiären Gründen und trat im Alter von nur 48 Jahren aus dem diplomatischen Dienst zurück. Dieser vorzeitige Austritt war auf die Vorwürfe zurückzuführen, die das EPD an seine Gesandtschaft in Wien gerichtet hatte. Als Berufsdiplomat spielte Choffat in der diplomatischen Welt der Schweiz nur eine untergeordnete Rolle.  Es gibt allen Grund zu der Annahme, dass seine Unfähigkeit, der Zentrale von seinem Posten in Wien aus ausreichende Informationen zur Verfügung zu stellen, ihn zum Rücktritt veranlasste.